# Panorama (Musik)
Das Panorama ist ein alljährlich stattfindender nationaler Musikwettbewerb von Steelbands aus Trinidad und Tobago.

## Geschichte
Der Wettbewerb wurde erstmals 1963 von der Trinidad and Tobago Steelband Association im Rahmen des Karnevals auf Trinidad durchgeführt. Ort dieser Veranstaltung war bis 2001 die Queen’s Park Savannah, ein öffentlicher Park in Port of Spain. Ab 2002 wurde die erste Runde des Wettbewerbs in die Panyards der teilnehmenden Steelbands verlegt. Seit 2006 findet das Finale im Skinner Park in San Fernando statt.
In den ersten Jahren wurde zwischen zwei Kategorien unterschieden: Den Pan around the neck Steelbands, die ihre Steel Pans an Gurten umgehängt spielten und den sogenannten „konventionellen“ Steelbands mit Instrumenten auf Ständern. Anfang der 1970er Jahre wurde die Obergrenze der teilnehmenden Musiker pro Band auf 120 Personen beschränkt, nachdem sich Gruppen von bis zu 200 Spielern formiert hatten. 1979 wurde der Wettbewerb von den Steelbands unter Führung von Rudolph Charles boykottiert. Diese verlangten höhere Prämien.
Im Jahre 2000 wurden die Steelbands in die drei Unterkategorien Small Band, Medium Band und Big Band unterteilt, deren Höchstzahl an Mitspielern 45, 65 und 100 betragen.

## Musik
Bei den zu spielenden Calypsos handelt es sich um mehrheitlich einfache Musikstücke, die mittels Intro, Variationen der verschiedenen Steel Pans einer Band und Wechsel von Tonarten arrangiert werden. Dies ist Aufgabe eines Arrangeurs. Die Musiker treffen sich zu den Proben allabendlich in den Panyards. Das Musikstück wird beim Wettbewerb komplett auswendig gespielt. Ein gängiger Calypso wird zu einem 10-minütigen Arrangement mit Rhythmuswechseln und Variationen ausgebaut.

## Bewertung
Der Wettbewerb ist in drei Runden unterteilt, die Vorausscheidungen, das Halbfinale und das Finale. Die musikalischen Leistungen werden in den ersten zwei Runden durch fünf Punkterichter, im Final von sieben Punkterichtern bewertet, wobei die höchste und tiefste Note gestrichen wird. Der einzelne Richter kann maximal 100 Punkte vergeben, jeweils 40 für Komposition und Ausführung und je 10 Punkte für den Klang der Band, sowie deren Rhythmusteil.

## Sieger
Liste der Sieger in der Kategorie Large Band seit 1963:
| Jahr | Steelband           | Lied                   | Komponist                                              | Arrangeur                     |
| ---- | ------------------- | ---------------------- | ------------------------------------------------------ | ----------------------------- |
| 1963 | North Stars         | Dan Is The Man         | Mighty Sparrow                                         | Anthony Williams              |
| 1964 | North Stars         | Mama Dis is Mas        | Lord Kitchener                                         | Anthony Williams              |
| 1965 | Cavaliers           | Melody mas             | Lord Melody                                            | Bobby Mohammed                |
| 1966 | Desperadoes         | Obeah Wedding          | Mighty Sparrow                                         | Beverly Griffith              |
| 1967 | Cavaliers           | Sixty-Seven            | Lord Kitchener                                         | Bobby Mohammed                |
| 1968 | Harmonites          | Wrecker                | Lord Kitchener                                         | Earl Rodney                   |
| 1969 | Starlift            | Bull                   | Lord Kitchener                                         | Ray Holman                    |
| 1970 | Desperadoes         | Margie                 | Lord Kitchener                                         | Clive Bradley                 |
| 1971 | Harmonites          | Play mas               | Lord Kitchener                                         | Earl Rodney                   |
| 1972 | Harmonites          | St. Thomas Girl        | Lord Kitchener                                         | Earl Rodney                   |
| 1973 | Trinidad All Stars  | Rainorama              | Lord Kitchener                                         | Rudy Wells                    |
| 1974 | Harmonites          | Jericho                | Lord Kitchener                                         | Rupert Mark                   |
| 1975 | Hatters             | Tribute to Spree Simon | Lord Kitchener                                         | Steve Achaiba                 |
| 1976 | Desperadoes         | Pan In Harmony         | Lord Kitchener                                         | Clive Bradley                 |
| 1977 | Desperadoes         | Crawford               | Lord Kitchener                                         | Clive Bradley                 |
| 1978 | Starlift            | Du Du Yemi             | Winston Devine                                         | Herschel Puckerin             |
| 1979 | kein Wettbewerb     |                        |                                                        |                               |
| 1980 | Trinidad All Stars  | Woman on the Bass      | Scrunter                                               | Leon „Smooth“ Edwards         |
| 1981 | Trinidad All Stars  | Unknown Band           | Blue Boy                                               | Leon „Smooth“ Edwards         |
| 1982 | Renegades           | Pan Explosion          | Lord Kitchener                                         | Jit Samaroo                   |
| 1983 | Desperadoes         | Rebecca                | Blue Boy                                               | Clive Bradley                 |
| 1984 | Renegades           | Sweet Pan              | Lord Kitchener                                         | Jit Samaroo                   |
| 1985 | Renegades           | Pan Night and Day      | Lord Kitchener                                         | Jit Samaroo                   |
| 1985 | Desperadoes         | Pan Night and Day      | Lord Kitchener                                         | Beverly Griffith              |
| 1986 | Trinidad All Stars  | The Hammer             | David Rudder                                           | Leon „Smooth“ Edwards         |
| 1987 | Phase II Pan Groove | This Feelin' Nice      | Len „Boogsie“ Sharpe                                   | Len „Boogsie“ Sharpe          |
| 1988 | Phase II Pan Groove | Woman is Boss          | Len „Boogsie“ Sharpe                                   | Len „Boogsie“ Sharpe          |
| 1989 | Renegades           | Somebody               | Winsford „Baron“ Devine                                | Jit Samaroo                   |
| 1990 | Renegades           | Iron Man               | Lord Kitchener                                         | Jit Samaroo                   |
| 1991 | Desperadoes         | Musical Vulcano        | Robert Greenidge                                       | Robert Greenidge              |
| 1992 | Exodus              | Savannah Party         | Pelham Goddard                                         | Pelham Goddard/Desmond Waithe |
| 1993 | Renegades           | Mystery Band           | Lord Kitchener                                         | Jit Samaroo                   |
| 1994 | Desperadoes         | Fire coming down       | Robert Greenidge                                       | Robert Greenidge              |
| 1995 | Renegades           | Four Lara Four         | Merchant/DeFosto                                       | Jit Samaroo                   |
| 1996 | Renegades           | Pan in a Rage          | Lord Kitchener                                         | Jit Samaroo                   |
| 1997 | Renegades           | Guitar Pan             | Lord Kitchener                                         | Jit Samaroo                   |
| 1998 | Nutones             | High Mas               | David Rudder                                           | Clive Bradley                 |
| 1999 | Desperadoes         | In my House            | Emanuel Synette                                        | Clive Bradley                 |
| 2000 | Desperadoes         | Picture on my wall     | Emanuel Synette                                        | Clive Bradley                 |
| 2001 | Exodus              | Happy Song             | Pelham Goddard                                         | Pelham Goddard                |
| 2002 | Trinidad All Stars  | Fire Storm             | DeFosto                                                | Leon „Smooth“ Edwards         |
| 2003 | Exodus              | Pandora                | DeFosto                                                | Pelham Goddard                |
| 2004 | Exodus              | War                    | DeFosto                                                | Pelham Goddard                |
| 2005 | Phase II Pan Groove | Trini gone wild        | Len „Boogsie Sharpe                                    | Len“Boogsie Sharpe            |
| 2006 | Phase II Pan Groove | This one's 4u Bradley  | Len „Boogsie Sharpe                                    | Len“Boogsie Sharpe            |
| 2007 | Trinidad All Stars  | Pan Lamentation        | DeFosto                                                | Leon „Smooth“ Edwards         |
| 2008 | Phase II Pan Groove | Musical Vengeance      | Gregory Ballantyne                                     | Len „Boogsie“ Sharpe          |
| 2009 | Silver Stars        | First in De Line       | Edwin Pouchet                                          | Edwin Pouchet                 |
| 2010 | Silver Stars        | Battle Zone            | Edwin Pouchet                                          | Edwin Pouchet                 |
| 2011 | Trinidad All Stars  | It's Showtime          | Edwin Pouchet/Alvin Daniell                            | Leon „Smooth“ Edwards         |
| 2012 | Trinidad All Stars  | Play Yourself          | Clive Telemaque                                        | Leon „Smooth“ Edwards         |
| 2013 | Phase II Pan Groove | More Love              | Black Stalin                                           | Len „Boogsie“ Sharpe          |
| 2014 | Phase II Pan Groove | Jump High              | Destra Garcia                                          | Len „Boogsie“ Sharpe          |
| 2015 | Trinidad All Stars  | Unquestionable         | Sheldon Reid                                           | Leon „Smooth“ Edwards         |
| 2016 | Desperadoes         | Different Me           | Jovan James                                            | Carlton Alexander             |
| 2017 | Trinidad All Stars  | „Full Extreme“         | Ultimate Rejects ft. MX Prime                          | Leon „Smooth“ Edwards         |
| 2018 | Renegades           | „Year for Love“        | Aaron „Voice“ St Louis                                 | Duvone Stewart                |
| 2019 | Renegades           | „Hookin' Meh“          | N. Batson, E. George, M. Hulsmeier, S. Galt & D. Henry | Duvone Stewart                |
| 2020 | Desperadoes         | „More Sokah“           | Nailah Blackman, Sekon Sta & Anson Soverall            | Carlton “Zanda” Alexander     |